# Eugenio Brambilla
Eugenio Brambilla (Cassano d'Adda, 31 luglio 1938) è un ex calciatore italiano, di ruolo mezzala.

## Carriera
Cresciuto nelle giovanili della SPAL, esordisce in serie C con la maglia del Piacenza. Al termine di quella stagione, il 14 maggio 1959 sostenne un provino tra le file del Milan, dove pur non sfigurando fu oscurato dal giovane Gianni Rivera. Rientrato a Ferrara, fu ceduto alla Jesina. Nella stagione 1961-1962 raggiunse il suo record massimo di segnature stagionale con 12 reti.
La buona annata lo fece notare dal Messina che militava in Serie B. Con il club siciliano raggiunse la Serie A, ottenendo il primo posto della serie cadetta. Con i peloritani rimane anche le due stagioni successive, raggiungendo la salvezza nella prima annata in Serie A e retrocedendo l'anno seguente; durante la militanza nel Messina viene anche convocato nella rappresentativa italiana Interleghe.
Nel 1965 lascia la Sicilia per trasferirsi al Genoa. Con il club genovese gioca quattro stagioni, divenendo un punto di riferimento del centrocampo rossoblu. Con il Genoa scende in campo 112 volte, a cui vanno aggiunte altre 7 presenze durante gli spareggi salvezza della Serie B 1967-1968 e 4 di Coppa Italia.
Lascia il sodalizio rossoblù nel 1969 dopo una stagione dove raggiunse con il Genoa il sesto posto, per trasferirsi al Potenza dove rimarrà due anni e divenendone il capitano. Chiude la carriera tornando per un'annata nella Jesina.

## Il "caso Brambilla"
Nel club lucano, Brambilla ebbe molti problemi dovuti all'impossibilità di riscossione di sette cambiali. Per ottenerne il pagamento Brambilla denunciò il Potenza presso il tribunale chiedendone la liquidazione. Essendo il primo caso del genere, la questione ebbe un forte eco nazionale, assumendo il nome di caso Brambilla.

## Palmarès

### Club

#### Competizioni nazionali
- Serie B: 1

Messina: 1962-1963